# 臨潁戰鬥
臨潁戰鬥發生於1927年5月27日－28日，地點則是在中國豫東一帶，是國民革命軍北伐戰爭的戰鬥之一。臨潁戰鬥的交戰雙方，一方為國民革命軍，另一方為北洋政府所轄軍隊。中國共產黨党员蒋先云于此次战斗中阵亡。

## 參看
- 中華民國北洋政府時期內戰戰鬥列表